# Moonlight (película)
Moonlight (titulada Luz de Luna en Hispanoamérica) es una película estadounidense de género dramático estrenada en 2016, dirigida y escrita por Barry Jenkins. Está basada en la obra teatral semiautobiográfica In Moonlight Black Boys Look Blue escrita por Tarell Alvin McCraney. El reparto principal está compuesto por Trevante Rodas, Andre Holland, Janelle Monáe, Naomie Harris y Mahershala Ali. 
Dividida en tres segmentos, narra la infancia, adolescencia y madurez de Chiron, un chico negro, huérfano de padre, que crece en un suburbio deprimido y conflictivo de Miami. La película muestra las dificultades que Chiron tiene para relacionarse con las personas de su entorno, y cómo afronta su desarrollo afectivo y su homosexualidad.
Alabada por la crítica, y con una buena recepción por parte del público en los cines, fue premiada como mejor película del año en  los Globo de Oro y los Premios Óscar de 2017.
Moonlight es la primera película de temática LGBT, con un reparto íntegramente compuesto por actores y actrices de raza negra y es el segundo filme con menor presupuesto merecedor del Premios Óscar en la categoría de Mejor Película. Joi McMillon, encargada de la edición de la película, se convirtió en la primera mujer de raza negra nominada en su categoría. El actor Mahershala Ali, por su parte, consiguió convertirse en el primer musulmán que obtuvo un premio Óscar por su actuación.

## Argumento
La película está dividida en tres actos:

### I. Little
Chiron  es un niño tímido y retraído apodado "Little" por su escasa estatura y personalidad. Vive en un suburbio conflictivo de Miami en el que, con frecuencia, se ven peleas o tráfico de drogas. Perseguido por un grupo de niños a la salida de la escuela decide esconderse en una casa abandonada para evitar ser golpeado. Juan, jefe de un grupo que se dedica al menudeo de drogas, se percata de que se ha escondido allí. Accede al interior de la casa y, tras advertirle que ese lugar no es adecuado para un niño, se lo lleva a comer a un restaurante. Ante el mutismo de Chiron, decide llevarlo a la casa que comparte con su novia Teresa. A pesar de que tampoco habla durante la cena, la pareja decide que el niño pase la noche con ellos. A la mañana siguiente Juan lleva a Chiron a casa junto a su madre Paula, una mujer que tiene al pequeño desatendido, presenta una conducta abusiva y coquetea con las drogas.
El único niño que mantiene una buena relación con Chiron es su vecino Kevin (Jaden Piner). Se trata de un niño de su barrio, alegre y resuelto, con quien comparte juegos, comienzan a fraguar una amistad y a crecer unidos. Pese a que Chiron es un niño a quien sus compañeros de colegio no tienen en cuenta, Kevin lo introduce en su entorno: lo invita a jugar al fútbol o permite que se una a un grupo de niños que, en el cuarto de baño, juegan a enseñarse el pene. 
Chiron y Juan, por decisión del chico, pasan más tiempo juntos. De origen cubano Juan le enseña a nadar y, poco a poco, empieza a ejercer un rol similar a un padre o un mentor. Durante sus conversaciones resuelve dudas del muchacho, sobre, por ejemplo, "qué es ser maricón" o cómo afrontar los insultos de los otros niños. Juan, junto con Teresa, le van preparando sobre la manera de escoger su propio camino en la vida ante la ausencia de sus padres biológicos.
Una noche Juan se percata, durante una de sus rondas con los vendedores de droga a su cargo, que uno de sus clientes fumadores de crack está con Paula, la madre de Chiron, en un coche. Juan le recrimina su comportamiento a Paula quien reacciona violentamente y le reprocha que critique su vida siendo él mismo traficante. A la mañana siguiente Chiron admite ante Teresa y Juan que odia a su madre por su comportamiento y por el sufrimiento que le causa su desatención. Pero, en la misma conversación, Chiron se enfrenta a Juan al confirmar que vende drogas y su madre es su clienta. El niño abandona la casa y no volverá a ver a Juan.

### II. Chiron[13]
Chiron, ahora adolescente (Ashton Sanders), es un alumno de instituto alto, flaco, tímido y retraido. Es acosado frecuentemente por uno de sus compañeros, Terrel (Patrick Decile), aunque sigue siendo un amigo cercano de Kevin (Jharrel Jerome). 
Paula, la madre de Chiron, ya se ha convertido en adicta al crack y empieza a manifestar comportamientos extraños a causa de su adicción. Obliga a Chiron a que le dé dinero para comprar su dosis, o lo expulsa de casa porque había quedado con un hombre. La figura maternal para Chiron es ocupada por Teresa, a quien sigue viendo con regularidad, ya que le ofrece su casa y su cariño al muchacho cuando lo necesite. Juan, a causa de sus actividades, ha sido víctima de asesinato.
Una noche Chiron, para escapar de una angustiosa situación que vive con su madre, vaga por los autobuses nocturnos y recala en la playa donde aprendió a nadar con Juan. Por casualidad, Kevin recala en la misma zona de la playa, ya que suele frecuentarla para relajarse y fumar marihuana. Mientras ambos amigos fuman, charlan acerca de sus problemas, ambiciones y sueños en la vida. Kevin le otorga a Chiron un nuevo apodo: "Black". Al sugerirle Kevin a Chiron que, para escapar del sufrimiento, se atreva a hacer lo que verdaderamente desea, Chiron, tras mucho titubeo, da un beso a Kevin. Este no lo rechaza y ambos continúan besándose. Kevin decide, con mucha ternura, masturbar a Chiron, que reacciona con gemidos y eyacula en su mano. Tras llevarlo a casa en su coche Kevin le pregunta a Chiron si esa experiencia sexual ha sido su primera vez. El chico, avergonzado, contesta afirmativamente.
A la mañana siguiente, ya en el instituto, Terrel presiona y reta a Kevin para que golpee a Chiron al acabar las clases. En una pelea organizada, Chiron recibe un par de golpes de Kevin, pero se niega a defenderse o devolver los golpes, obligando a Kevin a golpearlo varias veces más. Cuando Chiron es incapaz de levantarse del suelo, Terrel y otros secuaces comienzan a patearlo hasta que la situación es abortada por un guardia de seguridad. Llevado a la enfermería, con el rostro ensangrentado y varios hematomas, una profesora insiste a Chiron en que denuncie lo ocurrido para que puedan solucionarlo. El chico se echa a llorar y se niega a hacerlo, respondiendo que los adultos no saben lo que pasa en su vida. 
Al día siguiente Chiron entra en clase y, lleno de ira y en venganza, rompe la silla en la que se sienta sobre la espalda de Terrel, que se queda inmóvil en el suelo. Chiron es detenido y montado en un coche patrulla, mientras su mirada se encuentra con la de Kevin, quien se queda quieto en el sitio.

### III. Black[13]
Chiron (Trevante Rhodes) es ahora un adulto endurecido que, externamente, poco tiene que ver con quien fue en su infancia. Conocido en las afueras de Atlanta como "Black", es fuerte y musculoso, viste ropa oscura y lleva fundas dentales de oro, ya que es jefe de un grupo que trafica con drogas. Ahora lleva una vida similar a la que, en su niñez, llevaba Juan.
Recibe llamadas frecuentes de Paula, su madre, quien reside en un centro de desintoxicación, para pedirle que la vaya a visitar. Pero una noche, de manera inesperada, recibe una llamada de Kevin (André Holland), quien le dice que, tras escuchar una canción, algo le ha impulsado a llamarlo para volver a verlo y hacer las paces por el mal comportamiento que tuvo durante el instituto. Le invita a volver a Miami, donde ahora es cocinero en un restaurante mientras cumple la condicional, prometiéndole una cena especial. Al día siguiente Chiron se despierta dándose cuenta de que ha vivido un sueño húmedo con Kevin y decide poner rumbo a Miami sin avisar.
Mientras visita a su madre en el centro, Paula y Chiron hacen las paces. Su madre admite que, debido a sus problemas, no ha sabido comportarse ni darle el cariño y los cuidados que necesitaba. Pero, pese a todo, quiere a su hijo por encima de todo. 
Una vez finalizada la visita, Chiron se encamina a Miami para ir al restaurante donde trabaja Kevin, quien no sabe que está de camino para verle. Sorprendido por su inesperada visita, el ahora cocinero le prepara un "Especial del Chef" mientras le brinda vino. Chiron, avergonzado, se muestra reacio a hablar mucho sobre su vida o a brindar con Kevin, ya que no bebe alcohol. Se muestra tan tímido y retraido en presencia de Kevin como cuando eran niños. 
Kevin le explica que, en estos años, ha sido padre de un niño que tuvo con una antigua novia, aunque esa relación falló y finalizó hace tiempo. Debido a sus malas decisiones, el actual trabajo de Kevin es parte del programa de una pena condicional a la que le queda 18 meses por cumplir. Confiesa su sorpresa por la nueva y atlética apariencia de Chiron y su alegría porque haya decidido ir a visitarlo. Aunque muestra su disgusto ante las ocupaciones de Chiron como traficante de drogas, le anima a buscar un nuevo camino para cambiar la vida, porque piensa que no es feliz.
Después de cenar, y tras cerrar el restaurante, ambos hombres se dirigen a casa de Kevin. En ella Kevin le confiesa a Chiron que su vida quizá no ha salido como ha planeado, ni tiene las cosas que esperaba, pero que ahora está en paz consigo mismo y puede considerarse feliz. Ha decidido tomar las riendas de su vida y no preocuparse por lo que piensen los demás. Chiron, dejando entrever el sufrimiento por el que ha transcurrido toda su existencia, admite que nunca ha tenido relaciones íntimas con nadie desde aquel lejano encuentro en la playa. Mientras Kevin abraza y reconforta a Chiron, pasando su mano por el pelo, la película finaliza con una escena del Chiron niño de espaldas en la playa frente al mar. El niño se gira mirando a la cámara mientras la pantalla funde a Blackrando los títulos de crédito.

## Reparto
- Trevante Rhodes - Chiron (adulto)
- Ashton Sanders - Chiron (adolescente)
- Alex Hibbert - Chiron (niño)
- André Holland - Kevin (adulto)
- Jharrel Jerome - Kevin (adolescente)
- Jaden Piner - Kevin (niño)
- Janelle Monáe - Teresa
- Naomie Harris - Paula
- Mahershala Ali - Juan

## Producción

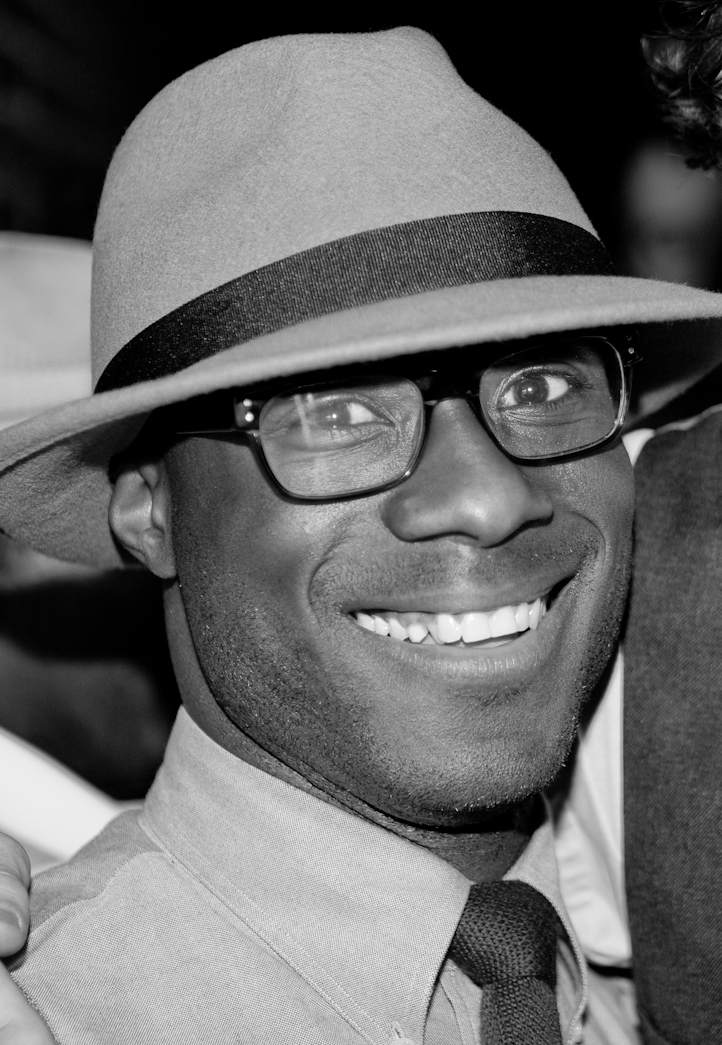
Barry Jenkins, director y guionista de la película.

### Preproducción
En 2003 Tarell Alvin McCraney escribió una obra teatral semiautobiográfica titulada In Moonlight Black Boys Look Blue (A la luz de la Luna los chicos negros parecen azules) después del fallecimiento de su madre a causa del sida. La obra se representó durante casi una década hasta servir como base para la elaboración del guion de Moonlight.
Después de su debut en el cine con la película Medicina para la Melancolía (2008) Barry Jenkins escribió varios guiones aunque ninguno llegó a ser considerado para su producción. En enero de 2013 la productora Adele Romanski ofreció a Jenkins realizar una segunda película, con la condición de no tener un elevado presupuesto y buscar una película "cinematográfica y personal". En ese momento la obra de McCraney fue una de las opciones que se barajó y, tras el encuentro y trabajo de ambos hombres, Jenkins escribió un primer boceto del guion durante una estancia de un mes en Bruselas.
Aunque la obra de McCraney originalmente contenía tres partes éstas se presentaban simultáneamente con lo que el espectador presenciaba un día en la vida de Little, Chiron y Black. De hecho hasta la mitad de la obra los espectadores no se percataban de que se trataba del mismo personaje. En lugar de adoptar esta visión, Jenkins decidió organizar la película en tres capítulos consecutivos (niño, adolescente, adulto) dándole una continuidad temporal. El enfoque con que se muestra la historia de Chiron en la película no corresponde con una visión clásica del activismo LGBT sino el de una persona heterosexual sensible a las reivindicaciones de la comunidad LGBT.
El guion resultante es una mezcla del trabajo conjunto entre Jenkins y McCraney. El personaje de Juan se basó en el padre del hermano mayor de McCraney quien, durante la niñez del autor, también ejerció de "protector" y guía como en la película se refleja respecto a Chiron. El personaje de Paula, la madre de Chiron, se inspiró en las madres de Jenkins y de McCraney quienes también presentaron problemas de adicción a las drogas. La localización original de la película, el suburbio Liberty City en Miami, también fue el lugar de crecimiento de Jenkins y McCraney.
A lo largo de 2013 Jenkins buscó financiación para la realización de la película. Los ejecutivos de Plan B Entertainment, productora fundada por Brad Pitt, Brad Grey y Jennifer Aniston, Dede Gardner y Jeremy Kleiner conocieron el guion y aceptaron encargarse de su producción. Posteriormente la compañía A24 añadió también financiación y se encargó de la distribución mundial. El 24 de agosto de 2015 se anunció en prensa que A24, Plan B Entertainment y Adele Romans producirían la película. También se anunció que estaría basada en la obra teatral In Moonlight Black Boys Look Blue de Tarell Alvin McCraney y que sería totalmente financiada y distribuida en todo el mundo por A24 convirtiéndose en la primera producción de la compañía.

### Casting

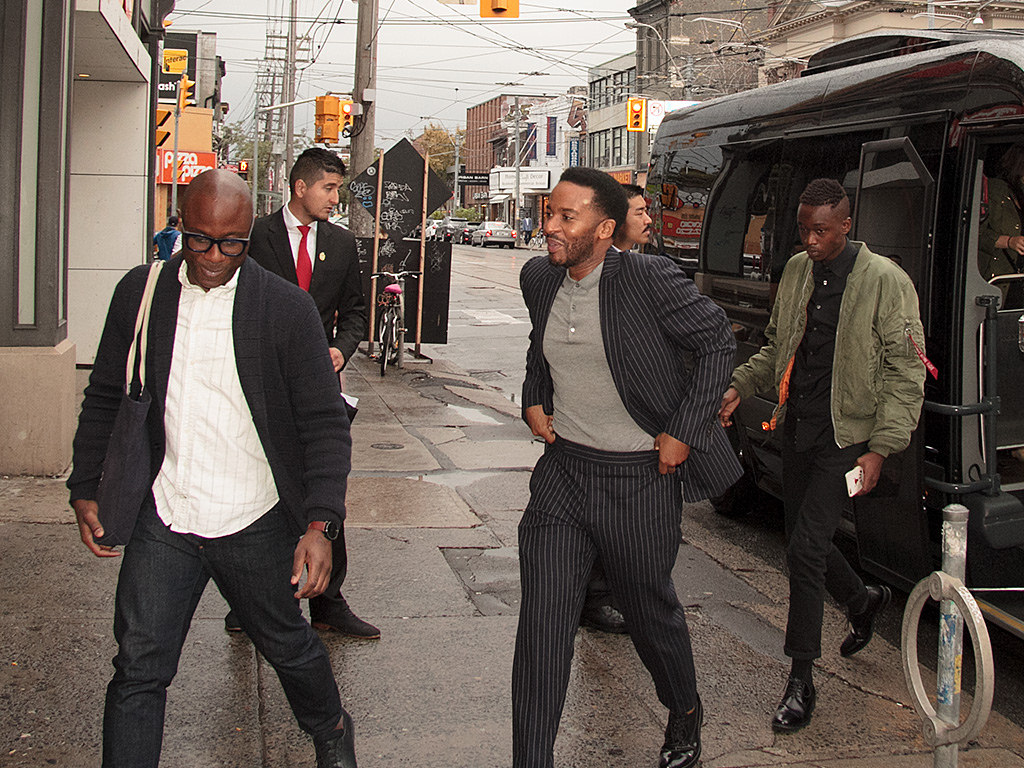
El director de Moonlight, Barry Jenkins, junto con los actores André Holland (Kevin adulto) y Ashton Sanders (Chiron adolescente).

Los personajes principales de Chiron y Kevin están interpretados por diferentes actores a lo largo de la película. Ashton Sanders (Chiron adolescente) y Jharrel Jerome (Kevin adolescente) realizaron sendos casting para sus personajes y se les asignó el papel con rapidez. Alex Hibbert (Chiron de niño) y Jaden Piner (Kevin de niño) fueron seleccionados en un casting abierto realizado en Miami. Trevante Rhodes (Chiron adulto) originalmente se presentó al casting para el rol de Kevin adulto. André Holland (Kevin adulto) ya había participado en la versión teatral de In Moonlight Black Boys Look Blue escrita por McCraney y, después de leer el guion elaborado por Jenkins y McCraney, encarnó a Kevin adulto.

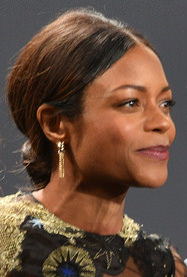
Naomie Harris encarna en la película a Paula, la problemática madre biológica de Chiron.

Naomie Harris inicialmente rechazó encarnar a Paula, la madre de Chiron, aduciendo que no deseaba interpretar una versión estereotípica de la mujer negra adicta al crack. Para vencer su negativa Jenkins enfatizó que Paula era una mezcla de dos personalidades reales. Finalmente Harris aceptó encarnar el papel para el que se preparó manteniendo entrevistas con mujeres adictas a las drogas que experimentaban su adicción como un modo de escapar a la miseria y el sufrimiento de sus vidas.

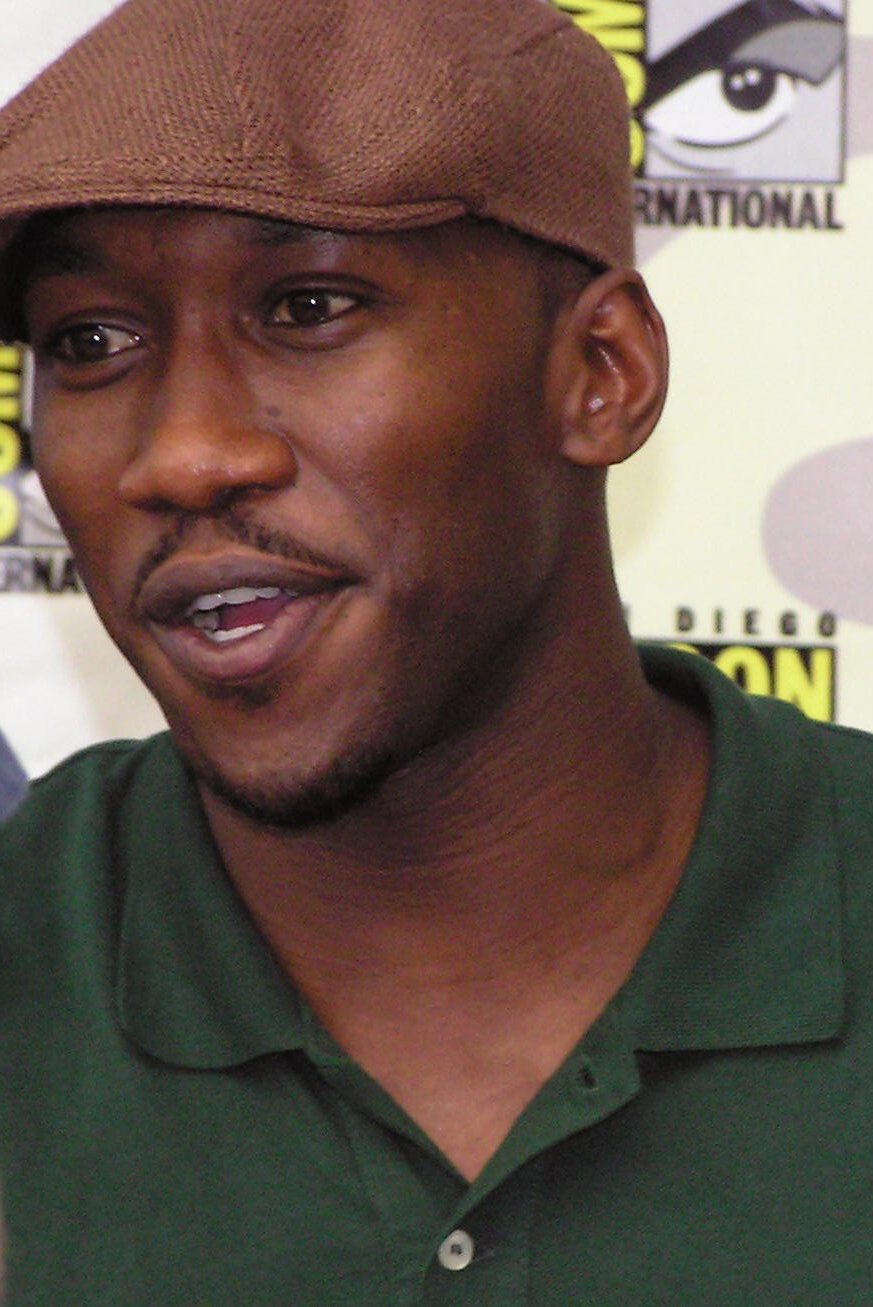
Mahershala Ali, con su interpretación de Juan, obtuvo el Premio Óscar 2017 a Mejor Actor de Reparto.

La productora Adele Romanski sugirió al actor Mahershala Ali como el adecuado para encarnar a Juan, ya que lo conocía de anteriores producciones como Kicks. Pese a las reticencias iniciales de Jenkins la convincente actuación en las pruebas de Ali y la comprensión de su personaje le otorgaron finalmente el papel. Ali indicó que el personaje de Juan era una importante oportunidad para encarnar la figura de un mentor masculino de origen Africano-Americano, figura que él mismo había vivido en su niñez. 

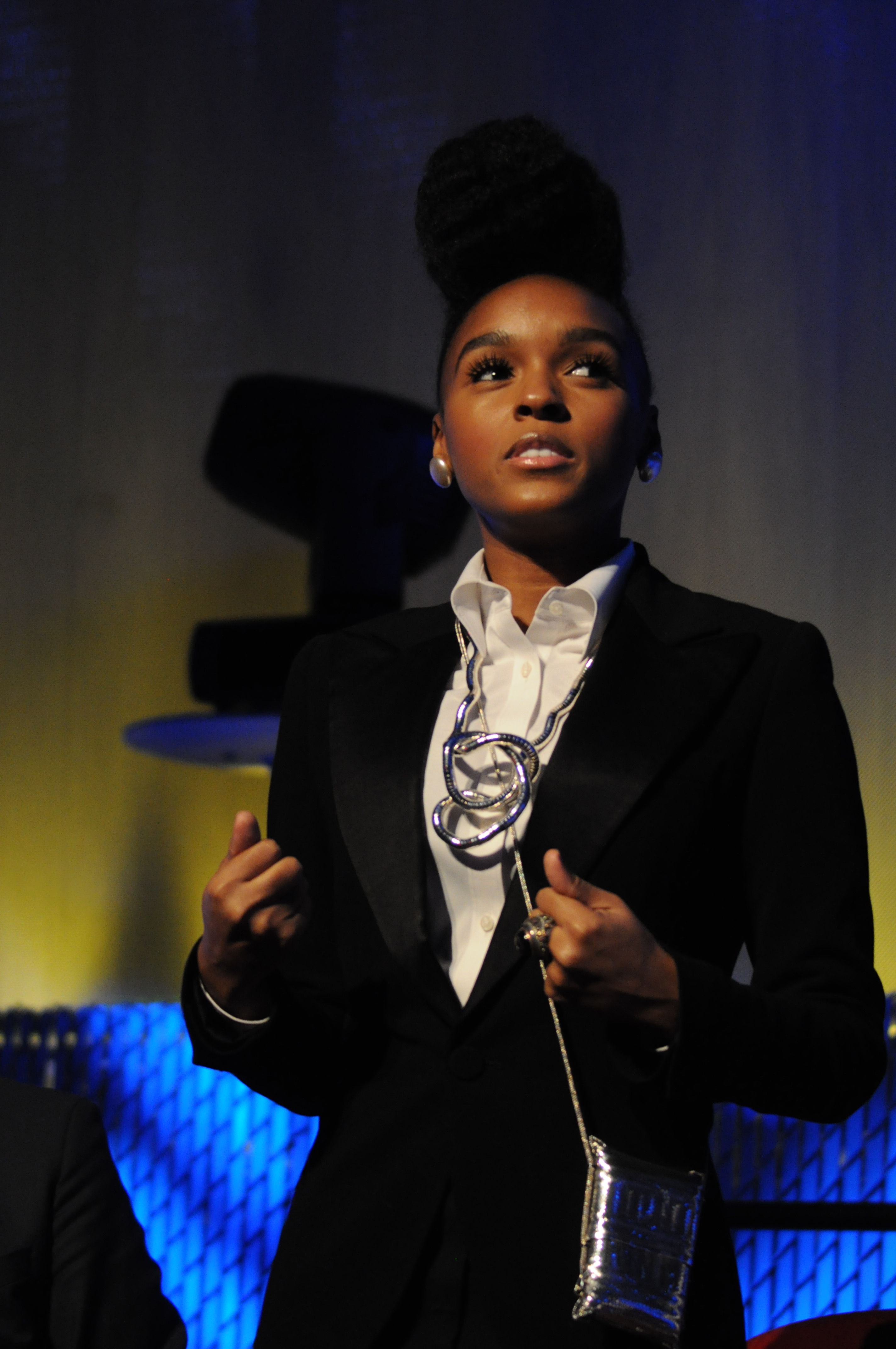
Cantante, compositora, modelo y actriz, Janelle Monáe interpreta a Teresa, la madre adoptiva de Chiron en Moonlight.

Janelle Monáe conectó inmediatamente con su personaje, Teresa, ya que entre los miembros de su familia se habían vivido situaciones similares respecto al consumo de drogas y los problemas de abordar la identidad sexual.

### Rodaje
El rodaje comenzó el 14 de octubre de 2015 en Miami, Florida. Después de la exploración en busca de localizaciones en Miami con Romanski, Jenkins hizo un esfuerzo para filmar en lugares en los que vivió anteriormente. Liberty Square, un complejo de viviendas situado en el barrio de Liberty City, fue la zona elegida como uno de los principales lugares de la película ya que tanto McCraney como Jenkins crecieron en la zona. La película se rodó sin molestias, ya que Jenkins tiene parientes que viven en la zona,  aunque el reparto y el equipo tenían escolta policial.
Durante el tiempo de rodaje Jenkins se aseguró que los tres actores que encarnaban a Chiron no coincidieran hasta después de la finalización de la filmación. Con ello quería evitar que tuvieran comportamientos imitativos que pudieran influir en el desarrollo del personaje. Por tanto se decidió un plan de rodaje con una separación de dos semanas. Mahershala Ali acudió en varias ocasiones al rodaje combinando su participación en la película con otros proyectos. Naomie Harris rodó todas sus escenas en sólo tres días. André Holland hizo lo propio en cinco días. En total se emplearon 25 días de rodaje para el film en su totalidad.
Para el rodaje Jenkins contó con la participación de su amigo y colaborador James Laxton, quien participó en el rodaje de su anterior película Medicina para la Melancolía (2008). Ambos eligieron evitar el "estilo documental" y apostaron por la utilización del Cinemascope y cámaras digitales para potenciar los colores. Como resultado las tres partes en que está diseñada la película presentan diferentes texturas para reflejar así el paso del tiempo narrativo.

### Música
La música de la película fue compuesta por Nicholas Britell. La banda sonora se publicó el 21 de octubre de 2016 y se compone de dieciocho canciones originales de Britell junto con otras canciones de Goodie Mob ("Cell Therapy"), Boris Gardiner ("Every Nigger is a Star") y Barbara Lewis ("Hello Stranger").

## Estreno
El estreno mundial tuvo lugar en el Festival de Cine de Telluride el 2 de septiembre de 2016. 
Su estreno en salas de cine de Estados Unidos fue el 21 de octubre de 2016.

## Recepción de la crítica
Moonlight ha recibido elogios unánimes de la crítica especializada por su actuación, dirección, guion y fotografía. 
En portales cinematográficos como Tomatazos (Rotten Tomatoes en Latinoamérica) la película tiene un índice de aprobación del 98%, basada en 190 comentarios, con un promedio total de 9 sobre 10. El crítico del sitio dijo, "Moonlight utiliza la historia de un hombre para ofrecer un aspecto notable y brillantemente diseñado en vidas muy pocas veces visto en el cine". En Metacritic la película mantiene una puntuación de 99 sobre 100, basada en 48 comentarios, lo que indica "aclamación universal". Es la cuarta película de mayor audiencia en la historia del sitio. En FilmAffinity España tiene una valoración de 7 sobre 10 basada en 12.391 votos.
Luis Martínez, crítico del diario El Mundo, le otorga 5 estrellas sobre 5 e indica que se trata de "la más emotiva, reveladora, sorprendente y anómala (todo a la vez) película del año". Quim Casas, en el diario El Periódico, la califica con 4 estrellas sobre 5 destacando que "el filme está lleno de verdades como puños. Encara cada conflicto sin ninguna estridencia, con un tono que bascula del realismo documental al drama íntimo. La tercera parte, con el reencuentro con el primer chico al que besó, es magnífica. Moonlight muestra sin levantar la voz. Pura realidad". Carlos Boyero, en las páginas de El País, reseña que "nada resulta previsible ni está forzado en esta hermosa película. Los sentimientos reciben un trato exquisito en su descripción. No hay juicios morales, no busca con recursos efectistas la lágrima del espectador ante la desdicha de alguien que lo ha tenido muy crudo en su existencia desde que era pequeño. La densa carga emocional está plasmada con sobriedad".
David Rooney, de The Hollywood Reporter, calificó positivamente Moonlight tras su estreno en el Festival de Cine de Telluride de 2016. Elogió las actuaciones de los actores y la cinematografía de James Laxton como "fluida y seductora, engañosamente suave, y tomadas con la ardiente compasión". Rooney llegó a la conclusión por escrito de que Moonlight "golpeará acordes para cualquier persona que ha luchado con la identidad, o para encontrar conexiones en un mundo solitario". En una crítica uniformemente positiva para Time Out New York Joshua Rothkopf dio a Moonlight un total de cinco estrellas de cinco, alabando la dirección de Barry Jenkins, y calificándola como "sin duda, la razón por la que vamos al cine: a entender, a acercarse, a doler, es de esperar con otro".

## Premios y nominaciones
Moonlight ha obtenido una amplia trayectoria en nominaciones y premios desde su lanzamiento.

### Premios Globos de Oro
En la 74.ª edición de los Premios Globo de Oro obtuvo seis nominaciones y ganó el galardón a mejor película dramática.
| Premio                       | Categoría                | Receptores                                                  | Resultado |
| ---------------------------- | ------------------------ | ----------------------------------------------------------- | --------- |
| Premios Globo de Oro de 2016 | Mejor película dramática | Barry Jenkins, Adele Romanski, Dede Gardner, Jeremy Kleiner | Ganadores |
| Premios Globo de Oro de 2016 | Mejor director           | Barry Jenkins                                               | Nominado  |
| Premios Globo de Oro de 2016 | Mejor actor de reparto   | Mahershala Ali                                              | Nominado  |
| Premios Globo de Oro de 2016 | Mejor actriz de reparto  | Naomie Harris                                               | Nominado  |
| Premios Globo de Oro de 2016 | Mejor guion              | Barry Jenkins                                               | Nominado  |
| Premios Globo de Oro de 2016 | Mejor banda sonora       | Nicholas Britell                                            | Nominado  |

### Premios Óscar
En la 89.ª ceremonia de entrega de los Premios Óscar Moonlight obtuvo ocho nominaciones y ganó 3 estatuillas en las categorías de Mejor Actor de Reparto (Mahershala Ali), Mejor Guion Adaptado (Barry Jenkins y Tarell Alvin McCraney) y Mejor Película. Durante la entrega del premio de esta última categoría los presentadores, Faye Dunaway y Warren Beatty, anunciaron por error debido a una confusión en los sobres que la película musical La La Land (Damien Chazelle, 2016), nominada en la misma categoría, era la ganadora. Cuando los productores del musical estaban en el escenario con sus discursos de agradecimiento se interrumpió la ceremonia para anunciar y rectificar el error. Este hecho provocó una repercusión mediática mundial. Se trató de la primera equivocación al entregarse la estatuilla en los 89 años de historia de los premios Oscar.
| Premio                            | Categoría               | Receptores                                   | Resultado |
| --------------------------------- | ----------------------- | -------------------------------------------- | --------- |
| 89 º entrega de los Premios Óscar | Mejor película          | Adele Romanski, Dede Gardner, Jeremy Kleiner | Ganador   |
| 89 º entrega de los Premios Óscar | Mejor director          | Barry Jenkins                                | Nominada  |
| 89 º entrega de los Premios Óscar | Mejor actor de reparto  | Mahershala Ali                               | Ganador   |
| 89 º entrega de los Premios Óscar | Mejor actriz de reparto | Naomie Harris                                | Nominada  |
| 89 º entrega de los Premios Óscar | Mejor guion adaptado    | Barry Jenkins y Tarell Alvin McCraney        | Ganador   |
| 89 º entrega de los Premios Óscar | Mejor banda sonora      | Nicholas Britell                             | Nominada  |
| 89 º entrega de los Premios Óscar | Mejor fotografía        | James Laxton                                 | Nominado  |
| 89 º entrega de los Premios Óscar | Mejor montaje           | Nat Sanders y Joi McMillon                   | Nominada  |

### Festival Internacional de Cine de Mar del Plata
Mahershala Ali, encarnando el papel de Juan en la película, ganó el Premio Alfredo Alcón al Mejor Actor en el 31° Festival Internacional de Cine de Mar del Plata.